# Планёр

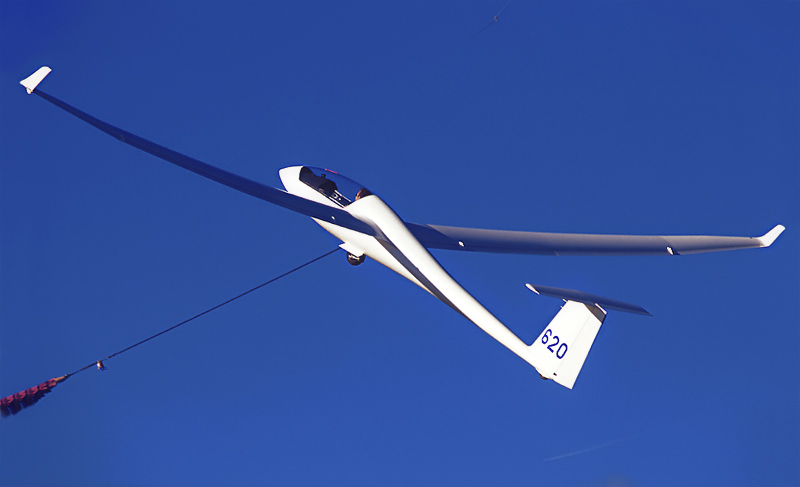
Планёр во время буксировки лебёдкой

Планёр или пла́нер (фр. planeur, от лат. planus — «плоский») — безмоторный летательный аппарат тяжелее воздуха, который поддерживает полёт за счёт аэродинамической подъёмной силы, создаваемой на крыле набегающим потоком воздуха. 
Для взлёта планёру необходимо придать поступательное движение, используя внешние источники энергии в виде аэродромной стартовой лебёдки или какого-либо движущегося транспортного средства типа автомобиля, мотоцикла, самолёта-буксировщика. Также имеется класс планёров с собственным разгонным двигателем — мотопланёр.
Специалисты в области авиации однако чётко различают термины «планер» и «планёр»:
- Планёр — непосредственно летательный аппарат, способный летать, а точнее, планировать
- Пла́нер — несущая конструкция самолёта или других летательных средств, включая также и планёр (то есть о несущей конструкции планёра можно сказать «планер планёра», так же как о несущей конструкции самолёта «планер самолёта»).

## Изобретение и развитие планёров
Некоторые представления о общих принципах аэродинамики были известны ещё в Древнем Египте — в 1898 году была обнаружена фигурка из древесины сикомора (изначально принятая за стилизованную статуэтку птицы, но после детального исследования в начале 1970-х годов каирский учёный Халил Мессих установил, что изделие представляет собой модель планера, поверхность которого была обтекаемой для снижения сопротивления воздуха, а вертикальная деталь в тыльной части корпуса которой выполняла функции руля — в ходе испытаний точная копия изделия обеспечивала возможность продолжительного планирования).
Эммануил Сведенборг (1688—1772) сделал эскизы планёра приблизительно в 1714 году.
Британский изобретатель сэр Джордж Кейли в 1809—1810 годах опубликовал в журнале Nicolson’s Journal of Natural Philosophy первую в мире научную работу об основах теории планирующего полёта.
Французский изобретатель Альфонс Пено впервые в мире разработал теорию устойчивого полёта аэроплана, которая была признана в Академии наук Франции в 1873 году.
На рубеже XIX—XX веков самым известным создателем планёров был Отто Лилиенталь. Этот талантливый учёный 20 лет своей жизни занимался теорией полёта, математическими расчётами, моделированием полёта и постройкой летающих моделей, а затем 4 года летал на планёрах собственной конструкции, выполнив более 2000 полётов. Для получения начальной поступательной скорости Лилиенталь использовал разбег ногами по земле со склона холма. Управлял он аппаратом, смещая центр тяжести конструкции путем перемещения своего туловища и ног в нужном направлении.
Можно сказать, что Лилиенталь изобрёл способ научиться летать, состоящий в том, чтобы конструировать, чтобы экспериментировать на траектории не слишком удалённой от почвы и ей параллельной, чтобы научиться понимать то, что при этом происходит, неустанно исправляя свои опыты и беспрерывно их возобновляя.
К сожалению, Отто Лилиенталь погиб в августе 1896 года, упав со своим аппаратом с высоты около 10 метров.
Последователем Лилиенталя стал ряд энтузиастов. Так, англичанин Пильчер построил аппарат по наработкам Лилиенталя и успешно на нём выполнил ряд полётов, разгоняясь с буксира от упряжки лошадей. Увы, и этот пионер авиации погиб 30 сентября 1899 года. Во время показательного полёта в дождь планёр разрушился в воздухе, пилот получил травмы и умер на третий день.
Теоретик авиации американский инженер Г. Шанют создал несколько разных аппаратов в 1896 и 1897 гг. На них было выполнено несколько сотен успешных полётов.
Братья Райт дебютировали на планёре Шанюта в 1900 году. Аппарат был существенно доработан братьями. На первом варианте с площадью крыла 15 м² было выполнено несколько полётов, но уже на следующий год на аппарате с крылом площадью 27 м² было выполнено несколько сот безмоторных полётов. В 1903 году аппарат Райт ставит своеобразный рекорд, продержавшись в воздухе 72 секунды при встречном ветре 10-12 м/сек. При этом планёр сдвинулся всего на 30 метров относительно земли, что подтвердило правильность теории управляемого полёта и расположение рулевых поверхностей планёра. Начиная с 17 декабря 1903 года Райт начинают работы второй стадии — испытания аэроплана с мотором в 20 л. с.
С работами Лилиенталя был хорошо знаком русский учёный Николай Жуковский, который ещё в 1891 году на заседании московского математического общества сделал доклад «О парении птиц», а потом написал соответствующую научную работу. Он сразу признал верность направления, избранного Лилиенталем, а построенный им планёр — наиболее выдающимся изобретением в области аэронавтики того времени. Исследователи подружились. Жуковский помогал Лилиенталю тем, что теоретически обосновывал некоторые его эксперименты. Лилиенталь знакомил Жуковского с практическими результатами своих опытов, а затем подарил русскому учёному один из своих планёров. Вокруг этого планёра Жуковский собрал круг энтузиастов лётного дела. Однако у Жуковского было другое мнение, чем у Лилиенталя. Русский учёный считал планёр только удобным средством для исследования теории полётов. Будущее авиации Жуковский видел в самолёте. За много лет до первого полёта братьев Райт на построенном ими аэроплане русский учёный понимал и писал, что необходимо сначала хорошо изучить планёр, затем поставить на него мотор и только тогда люди смогут летать.
В итоге получилось удивительное и в то же время такое простое целое — планёр. Такое простое, что и на Суздальской Руси, и в Древней Элладе, и в ещё более древней Индии нашлись бы и мастер, и подходящие материалы, чтобы построить планёр, способный пролететь сотни километров и часами парить в вышине.О. К. Антонов

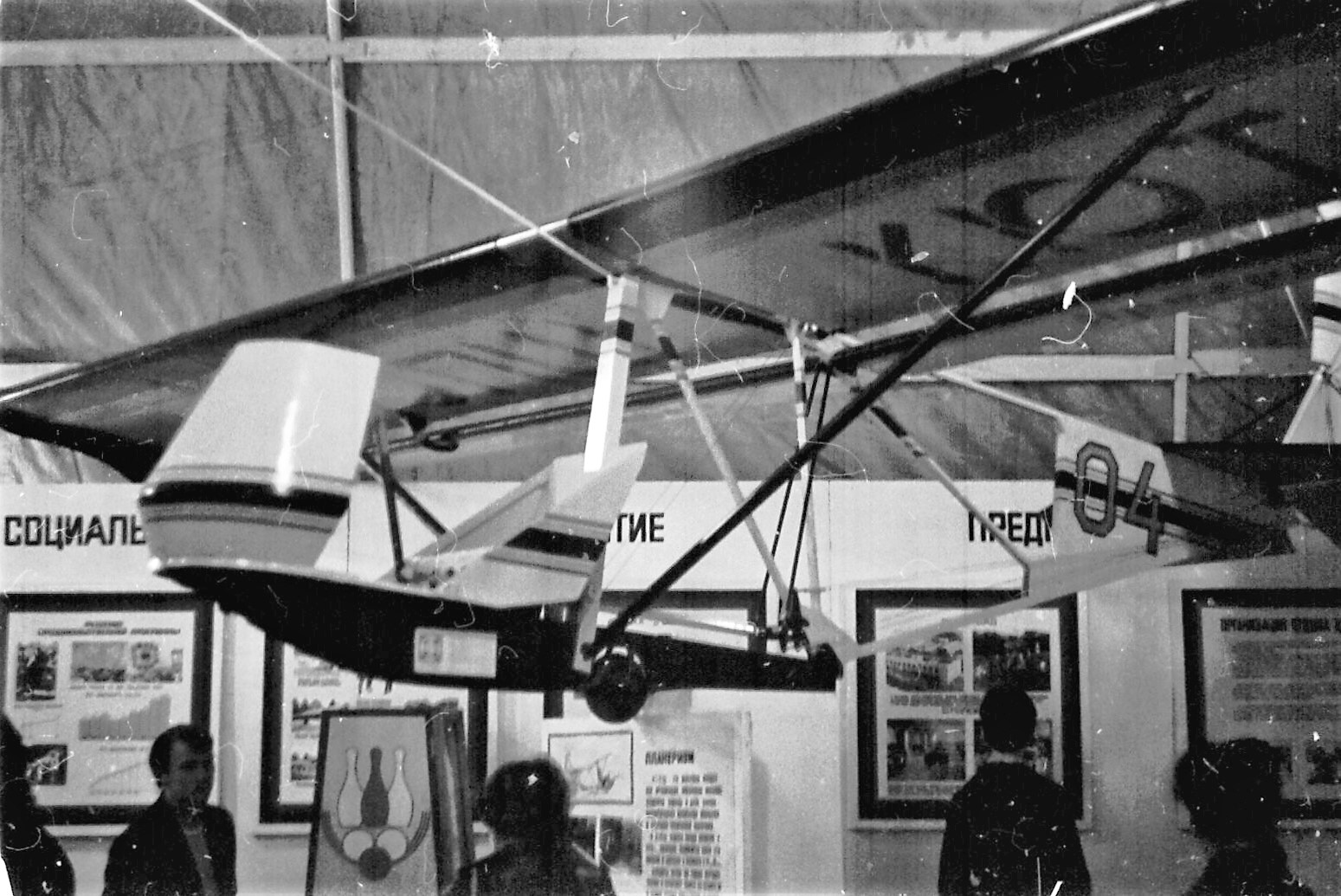
Учебный планёр на выставке во Владивостоке, октябрь 1982 года

В СССР развитию планерного спорта сыграло свою роль проведение первых всесоюзных планерных соревнований в Крыму в 1923 году. Инициатором соревнований выступала инициативная группа Всесоюзного кружка «Парящий полёт» под руководством К. К. Арцеулова и слушателей Академии воздушного флота. В Коктебеле был создан «Центр безмоторной авиации», которым был назначен Арцеулов. До 1935 года в Крыму было проведено одиннадцать планерных слётов, а поселок Коктебель впоследствии был переименован в Планерское.
Также в становлении и развитии планеризма большую роль сыграло создание в 1923 году «Общества друзей воздушного флота» ОДВФ (с 1925 года — АВИАХИМ, с 1927 года — ОСОАВИАХИМ) и большое количество планерных школ по всей стране. Разумеется, что государство через данную структуру преследовало цель массовой подготовки обученных кадров для Советской авиации в наикратчайшее время и при наименьших бюджетных затратах.
Так, в 1930 году планерные школы страны подготовили 500 планеристов, а уже через три года, в 1933 году было выпущено 10 000 человек. Было определено, что благодаря своей планерной летной квалификации планеристы вместо 30 % обычного отчисления из летных школ по причинам летного несоответствия дают не более 5 % отсева. В результате, выучка лётчика удешевляется на 25—30 %, принимая в расчёт и стоимость подготовки самого планериста.
На 1934 год в системе ОСОАВИАХИМа было около 150 лётных школ и станций и свыше 600 летных кружков. Высшая планерная школа в Коктебеле дала за 1931—1933 гг. 400 планеристов-инструкторов. Одна из крупных школ — Московская планерная школа, дала за 1928—1933 гг. 609 планеристов, из них около половины планеристов-инструкторов.
В это время бурного развития планеризма в мае 1932 года в подмосковье был создан Завод № 3 Управления производственными предприятиями ЦС Осоавиахима (адрес: г. Тушино Московской обл., предприятие п/я 1291). С 1933 года на этом заводе работал будущий выдающийся советский авиаконструктор О. К. Антонов. При заводе действовало планерное конструкторское бюро под руководством В. К. Грибовского. Производство завода: планеры — «Учебный Паритель», «6 условий Сталина», «ДИП», УС-3, УС-4, УС-5, УС-6; «Рот Фронт» — РФ-1, РФ-2, РФ-3, РФ-4, РФ-5, РФ-6, РФ-7; М-1, М-2, М-3, М-4, М-5, М-6, ИП-1, ИП-2, БА-1, БС-3, БС-4, БС-5, РЭ, Ш-4, Ш-5, «Октябренок», Ш-7, Ш-8, Ш-10, Ш-11, «Эрнст Тельман», «Беспризорник», Г № 2, Г № 6, Г № 7, АГ-1, КИМ-1, КИМ-2, РВ-1, МАК-12, ДК-3, ВА-3, СК-9, Г-9. Всего было изготовлено порядка 8000 шт. планёров. В 1939 году завод был закрыт. С началом ВОВ на месте завода № 3 Осоавиахима был развёрнут завод № 445 НКСП по производству десантных планёров. В октябре 1941 года завод № 445 был эвакуирован на восток страны. В соответствии с постановлением ГКО № 3028сс от 12.03.1943 года по пр. № 174с от 27.03.1943 года завод № 445 был реэвакуирован в Москву и выбыл из состава действующих (расформирован).

### После окончания Второй Мировой войны
Разработкой планёров занималось новосибирское ОКБ-153 и ряд др. организаций. Основным разработчиком планёров в СССР выступало киевское ОКБ-473 О. К. Антонова (официальное наименование: ГС опытный завод № 573, с 30. 04. 1966 г. — Киевский механический завод). Были созданы: спортивный планёр А-9 (1948 год), рекордный планёр А-10 (1952 год), рекордный планёр А-11 (1957 год), А-13 (1958 год), А-15 (1960 год); мотопланёр А-13М, мотопланёры с ТРД: Ан-11 и Ан-13 и др.
Студенческое конструкторское бюро Казанского авиационного института было образовано в 1956 году из планерного кружка Института. Его организатором и ведущим разработчиком был Михаил Симонов, будущий генеральный конструктор КБ Сухого (проектирование и доводка самолётов Су-24, Су-25 и семейство Су-27). В апреле 1959 года слиянием студенческого планерного КБ КАИ и группы по легким самолётам Казанского авиазавода им. Горбунова было образовано Специальное конструкторское бюро спортивной авиации (ГСКБ СА) МАП при КАПО. Направление работы КБ — создание учебных и спортивных планеров. Созданы планёры КАИ-11, КАИ-12, КАИ-14, КАИ-17, КАИ-19. До 1961 года велось сопровождение серийного производства планера КАИ-11. Далее Правительством СССР по политическим соображением работы по созданию и производству спортивной авиации были переданы в страны СЭВ — ГДР, ЧССР и ПНР, а СКБ СА было переориентировано — с 1968 года начаты работы по самолётам-мишеням. В 1982 году СКБ переименовано в Казанское ОКБ «Сокол» (предприятие В-2437). В 1990-е гг преобразовано в ГУП "ОКБ «Сокол». В декабре 2000 года ОКБ «Сокол» было акционировано и преобразовано в ОАО. По решению правительства № 22-р от 9.01.2004 года ОАО «Сокол» вошло в перечень стратегических предприятий. В 04.2014 году переименовано в НПО «ОКБ им. Симонова». В соответствии с постановлением Правительства РФ № 96 от 20.02.2004 года и по приказу Минпромторга № 1828 от 3.07.2015 года АО "НПО «ОКБ им. Симонова» включено в реестр организаций ОПК. Созданы: планеры КАИ-14 (1959-61 гг), КАИ-17, клубный СА-8Т (1971 год), открытого класса КАИ-19 (1963 год), двухместный учебно-тренировочный СА-7У (1970 год), первоначального обучения СА-9 (1969 год); самолёты-мишени: М-19 из МиГ-19 (1969 год), М-17 из МиГ-17 (1970 год), Ла-17ММ (изд. «202», 1978 год), М-21 из МиГ-21 (1981 год), М-29 из L-29 (1980-е); буксируемая мишень «Комета» (1987 год), лёгкая многоразовая мишень М-932 «Дань» (1993 год и далее), беспилотный самолёт М-23 на базе МиГ-23; воздушные командные пункты для управления мишенями: ВКП-3 на базе L-29, ВКП-5 на базе МиГ-23УБ; параплан МП-1; противоградовая система «Нарт»; комплекс экологического мониторинга на базе БПЛА «Данэм» (2007 год), и др.

### Современность
27 августа 2018 года стратосферный планёр Windward Performance Perlan II, разработанный подразделением европейского авиастроительного концерна Airbus, во время испытаний в Аргентине поднялся на высоту 18,9 км (по данным GPS показатель высоты составил 18,5 км)

## Планерный спорт
В настоящее время планёрный спорт является общепризнанным и массовым увлечением в развитых странах. Современные планёры, благодаря достижениям аэродинамики и материаловедения, способны пролететь 60 км по прямой с высоты 1 км в спокойном воздухе. Опытные планеристы, используя восходящие потоки — термики, способны преодолевать сотни километров. Существуют также планёры для высшего пилотажа.

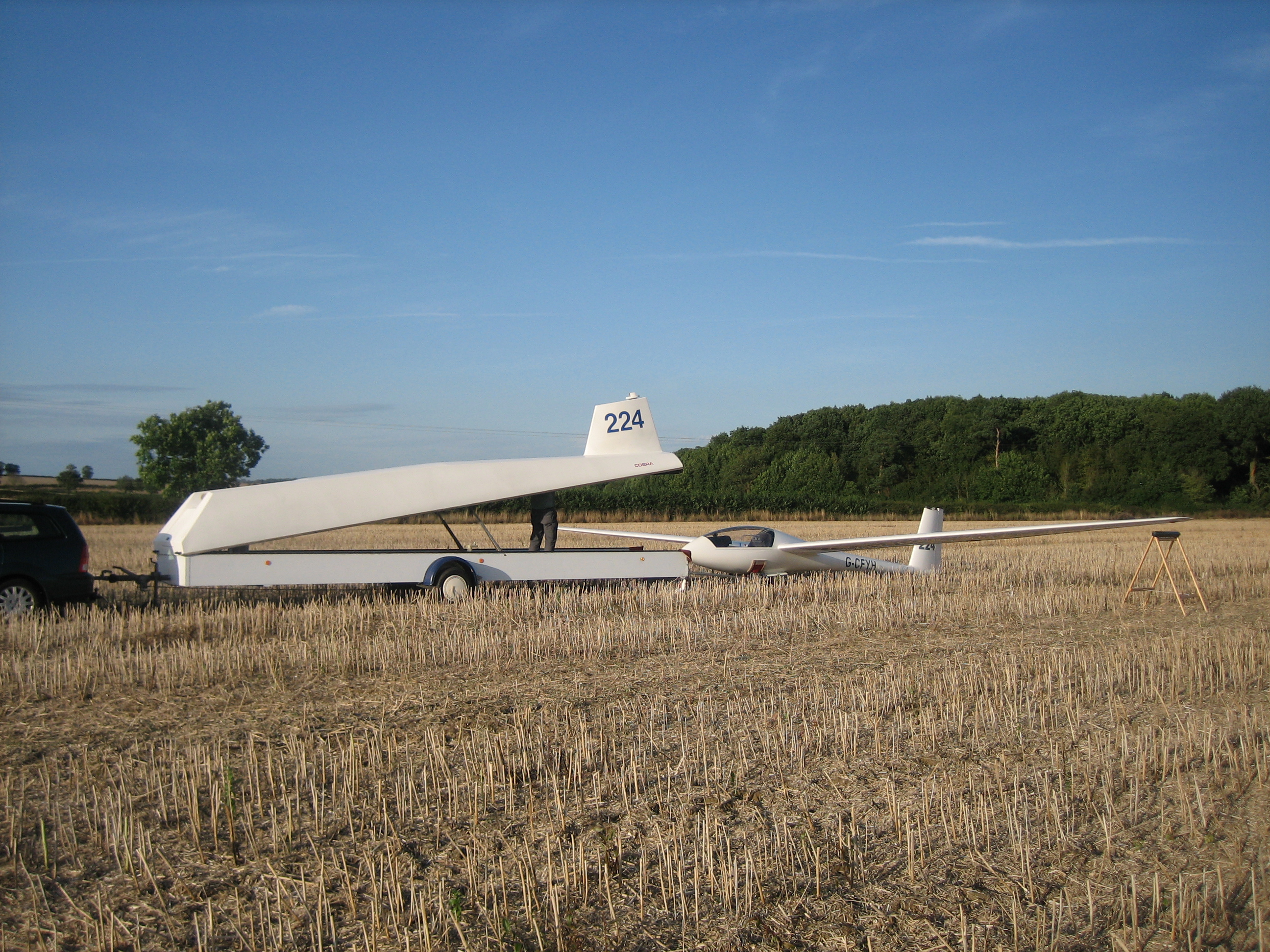
Трейлер для перевозки планёра

По правилам международной авиационной федерации рекорды в планёрном спорте регистрируют, если они установлены в течение 1 светового дня. Максимальная дистанция, пройденная на планёре — 3009 км. Клаус Ольман из Германии выполнил этот полёт 21 января 2003 года.

## Военное применение планёров
Военное применение планёров, как и любой новой техники, начало рассматриваться сразу с разработкой гражданских моделей. Так, в СССР ещё в конце 1920-х годов прорабатывалась концепция транспортировки людей, грузов и техники с использованием планёров.
В 1936 году был сформирован Опытный отдел завода № 3 Осоавиахима (Московское КБ Осоавиахима), где работали конструкторы Грибовский и Антонов.
В 1940 году было создано Управление по производству десантно-транспортных планеров при НКАП СССР. Главным инженером был назначен Цыбин П. В. Тогда же было создано ОКБ-28 гл. конструктора В. К. Грибовского.
В СССР были разработаны десантные планёры: Г-9 конструкции Грибовского, КЦ-20 Колесникова и Цыбина, А-7 конструкции Антонова и другие. А-7 оказался самым востребованным в годы войны и применялся для десантирования посадочным способом в тылу противника диверсионных групп, перевозки имущества, вооружения, продовольствия и др. грузов за линию фронта. В 1942 году в Подмосковье было сформировано два десантно-планёрных авиационных полка.
Десантные планёры в годы ВМВ также широко использовались Германией, Великобританией и США для переброски диверсионных групп, войск и грузов.

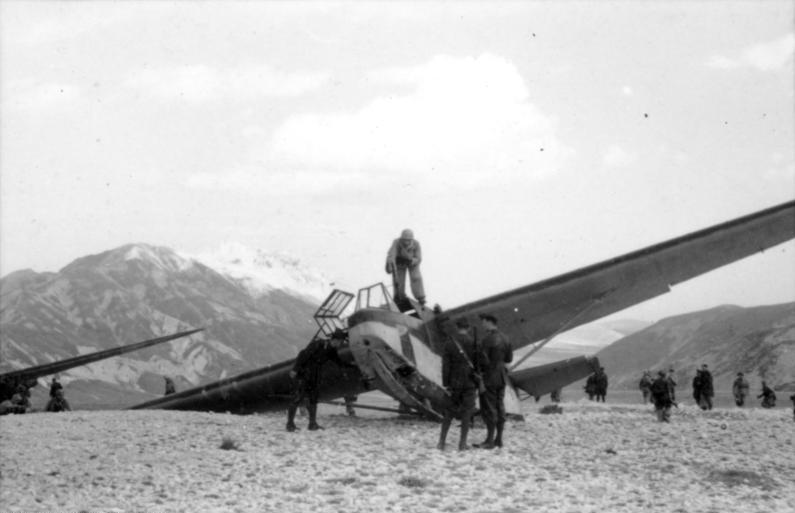
Германский планёр DFS 230 после посадки во время операции по освобождению Муссолини, 12 сентября 1943 года

Так, накануне ВМВ в Германии был создан институт планеризма Deutsche Forschungsanstalt für Segelflug, DFS. Эта организация занималась проектированием и постройкой опытных образцов десантных планеров, в дальнейшем специалисты института работали по программе «Мистель» (составные самолёты) и по созданию пилотируемых самолётов-снарядов. Один из самых востребованных в Германии тех лет планёр — DFS 230. Именно на этих планёрах 10 мая 1940 года была успешно осуществлена первая в мире реальная воздушно-десантная операция, в результате которой немцами был захвачен бельгийский форт Эбен-Эмаэль. Планёр широко применялся люфтваффе для тыловых диверсионных операций в течение всей Второй мировой войны. Одной из самых известных операций была миссия по освобождению в сентябре 1943 года итальянского диктатора Бенито Муссолини, находившегося в заключении после свержения. Всего было изготовлено свыше полутора тысяч этих планёров.
Также, к примеру, немцами был создан десантный планёр Gotha Go 242 (изготовлено 1528 ед, начало производства 1941 год) и тяжёлый транспортный планёр Messerschmitt Me.321 грузоподъемностью 20 тонн или 130 человек десанта (построено 200 ед.).
США и Великобритания в годы ВМВ массово использовали десантные планёры и т. н. «планерные поезда». Например, в США в 1942 году специально для обучения пилотов планёров и пилотов самолётов-буксировщиков был построен аэродром Sedalia Army Air Field, штат Миссури (теперь это крупная авиабаза Уайтмен).
После ВМВ в СССР был учтён военный опыт, и в соответствии с Постановлениями Совета Министров СССР № 928—387 от 27 апреля 1946 года, на основании приказа Министра Вооружённых сил от 10 июня 1946 года была сформирована Десантно-транспортная авиация ВДВ. Были сформированы 5 авиационно-транспортных дивизий воздушно-десантных войск и авиационно-планерный парк ВДВ. На вооружении имелись самолёты-буксировщики Ли-2, затем заменены на Ил-12Д, и десантные планёры Ц-25 и более поздние Як-14. Подготовкой пилотов планёров занималось авиационное планерное училище ВДВ в городе Пугачёв Саратовской области (будущее Сызранское военное авиационное училище лётчиков). Но уже 14 мая 1955 года Десантно-транспортная авиация Воздушно-десантных войск была реорганизована в Военно-транспортную авиацию Военно-воздушных сил СССР и передана в состав ВВС как самостоятельный вид авиации. От планерных десантов в СССР было решено отказаться в пользу переброски войск создаваемыми тогда тяжёлыми транспортными самолётами и вертолётами.

## Планёры в филателии

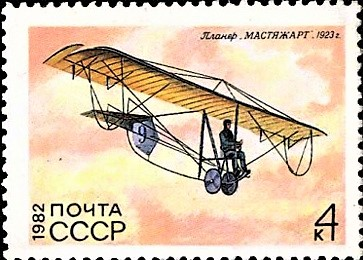
Почтовая марка СССР, 1982. История советского планеризма
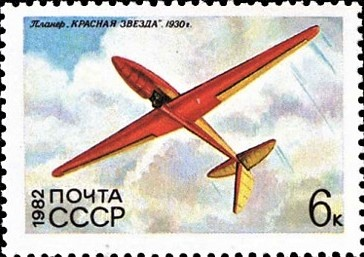
Почтовая марка СССР, 1982. История советского планеризма
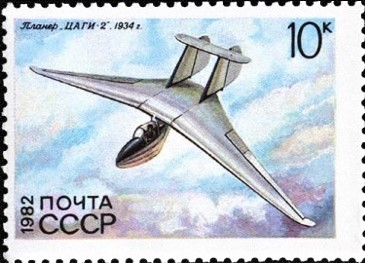
Почтовая марка СССР, 1982. История советского планеризма
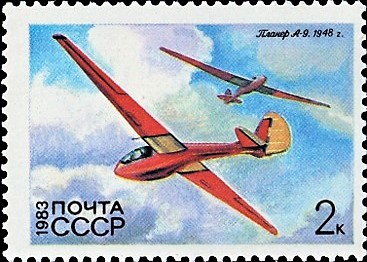
Почтовая марка СССР, 1983. История советского планеризма
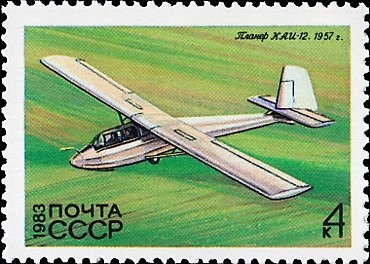
Почтовая марка СССР, 1983. История советского планеризма
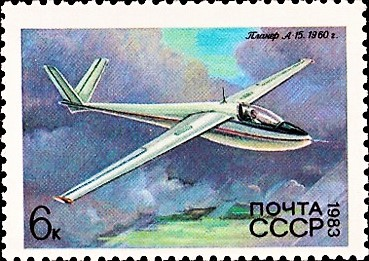
Почтовая марка СССР, 1983. История советского планеризма
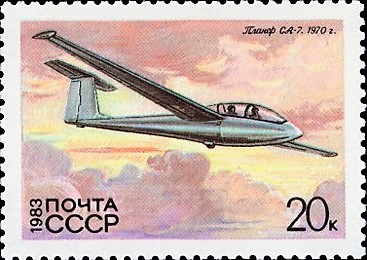
Почтовая марка СССР, 1983. История советского планеризма
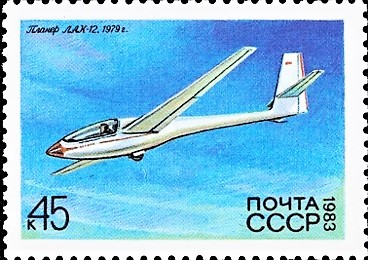
Почтовая марка СССР, 1983. История советского планеризма
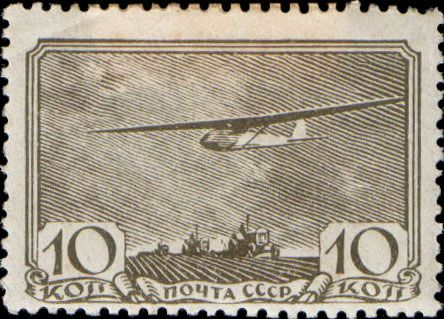
Почтовая марка СССР, 1938. Планёр
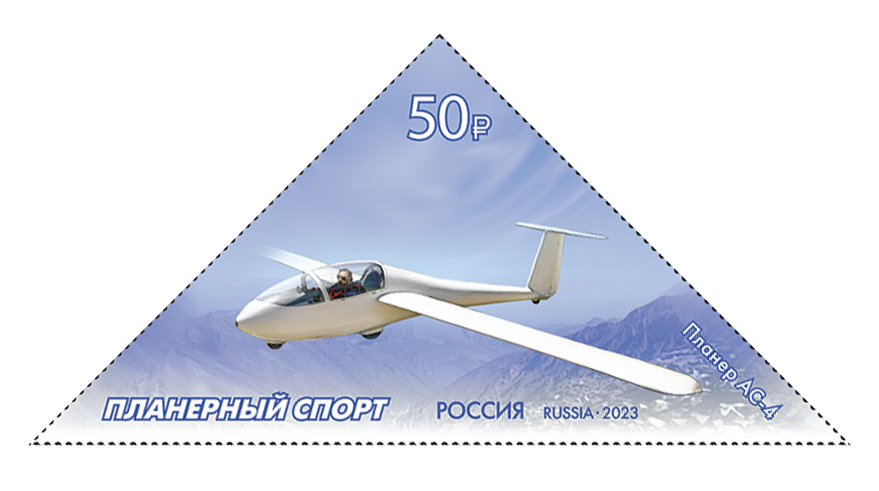
Почтовая марка России, 2023. Планерный спорт